# Piotr Briks
Piotr Mieszko Briks (ur. 3 czerwca 1966 w Szczecinie) – polski biblista i historyk, doktor habilitowany nauk teologicznych, profesor nadzwyczajny Uniwersytetu Szczecińskiego. Przewodnik po krajach Bliskiego Wschodu.  

## Życiorys
Jest wnukiem prof. Bolesława Briksa i synem hm. Andrzeja Briksa. Jest mężem Małgorzaty i ojcem czwórki dzieci: Wojciecha, Stanisława, Mieszka i Anny Marii. 
Ukończył studia w Arcybiskupim Wyższym Seminarium Duchownym w Szczecinie (1991), studia teologiczne na Wydziale Teologii Katolickiego Uniwersytetu Lubelskiego (1996), w zakresie historii i archeologii w École Biblique et Archéologique Française de Jérusalem oraz teologii w Akademii Teologii Katolickiej w Warszawie (1999).
W 1998 w Wydziale Teologicznym Akademii Teologii Katolickiej (obecnie Uniwersytet Kardynała Stefana Wyszyńskiego) uzyskał stopień naukowy doktora nauk teologicznych w zakresie biblistyki na podstawie rozprawy pt. Radość Boga w Starym Testamencie. Studium egzegetyczno-teologiczne, zaś w 2005 na tym samym wydziale na podstawie dorobku naukowego oraz rozprawy pt. Koniec świata czy apokatastaza? Pozytywne aspekty koncepcji eschatologicznych w Biblii hebrajskiej otrzymał stopień doktora habilitowanego nauk teologicznych w specjalności: teologia biblijna. Jako ksiądz katolicki jest autorem Podręcznego słownika hebrajsko-polskiego i aramejsko-polskiego Starego Testamentu (ISBN: 9788378293019, INDEKS: VOC0597B53786) oraz Księgi Jonasza. Przewodnika po tekście hebrajskim (ISBN: 9788379727490, INDEKS: NUS0012B61598). W latach 2000–2008 był redaktorem naczelnym czasopisma Colloquia Theologica Ottoniana.
Był pracownikiem i w latach 2005-2008 kierownikiem Katedry Egzegezy i Teologii Biblijnej Starego Testamentu Wydziału Teologicznego Uniwersytetu Szczecińskiego. Następnie w 2008 roku został profesorem nadzwyczajnym Instytucie Historii i Stosunków Międzynarodowych Wydziału Humanistycznego tegoż Uniwersytetu.
Przewodniczący Akademickiego Klubu Obywatelskiego im. Jana Pawła II w Szczecinie; członek Polskiego Towarzystwa Historycznego (od 2008), Stowarzyszenia Biblistów Polskich (od 2006) oraz stowarzyszenia Senat Obywateli Szczecina. 
Wszedł w skład komitetu wspierającego kandydaturę Karola Nawrockiego na prezydenta RP w wyborach w 2025.

## Wybrane publikacje
- Koniec świata czy apokatastaza? Pozytywne aspekty koncepcji eschatologicznych w Biblii Hebrajskiej, Warszawa: Oficyna Wydawnicza "Vocatio", cop. 2004.
- Księgi historyczne Starego Testamentu, Warszawa: Wydawnictwo Uniwersytetu Kardynała Stefana Wyszyńskiego, 2007.
- Podręczny słownik hebrajsko-polski i aramejsko-polski Starego Testamentu, Warszawa: "Vocatio", 1999, 2000.
- Radość Boga w Starym Testamencie, Warszawa: "Vocatio", 2000.
- Zakład Historii Starożytnej Uniwersytetu Szczecińskiego 1985-2015, Szczecin: Wydawnictwo Naukowe Uniwersytetu Szczecińskiego, 2015[11].